# Greg Fasala
Gregory „Greg“ John Fasala (* 10. Mai 1965 im Bundesstaat Victoria) ist ein ehemaliger australischer Schwimmer. Er gewann bei Olympischen Spielen eine Silbermedaille. Bei Commonwealth Games erschwamm er drei Goldmedaillen und je eine Silber- und Bronzemedaille.

## Karriere
Bei den Schwimmweltmeisterschaften 1982 in Guayaquil belegte Fasala den 15. Platz über 100 Meter Freistil und den 17. Platz über 100 Meter Schmetterling. Anderthalb Monate später wurden in Brisbane die Commonwealth Games 1982 ausgetragen. Fasala erreichte den achten Platz über 100 Meter Schmetterling. Über 100 Meter Freistil erschwamm er die Silbermedaille hinter seinem Landsmann Neil Brooks und vor Michael William Delany. Die 4-mal-100-Meter-Freistilstaffel mit Graeme Brewer, Delany, Fasala und Brooks siegte mit fast drei Sekunden Vorsprung vor den Engländern. Greg Fasala schwamm auch im Vorlauf der 4-mal-200-Meter-Freistilstaffel, war aber im für Australien siegreichen Finale nicht dabei.
1984 bei den Olympischen Spielen in Los Angeles wurde zunächst die 4-mal-100-Meter-Freistilstaffel ausgetragen. Fasala, Brooks, Delany und Mark Stockwell schlugen als Zweite hinter der Staffel aus den Vereinigten Staaten an und erhielten die Silbermedaille. Für die 4-mal-200-Meter-Freistilstaffel war Fasala zwar als Ersatzmann vorgesehen, kam aber nicht zum Einsatz.
Bei den Commonwealth Games 1986 siegte Fasala über 100 Meter Freistil vor Neil Brooks. Die 4-mal-100-Meter-Freistilstaffel mit Matthew Renshaw, Neil Brooks, Mark Stockwell und Gregory Fasala gewann vor den Kanadiern. Die 4-mal-100-Meter-Lagenstaffel mit Carl Wilson, Brett Stocks, Barry Armstrong und Greg Fasala belegte den dritten Platz hinter Kanadiern und Engländern. Zum Abschluss seiner Karriere nahm Fasala an den Schwimmweltmeisterschaften 1986 teil und belegte zusammen mit Renshaw, Brooks und Stockwell den siebten Platz in der 4-mal-100-Meter-Freistilstaffel.